# جلادسون (بازیکن فوتبال)
جلادسون (به پرتغالی: Gledson da Silva Menezes) مدافع اهل برزیل است که در شهر فلیپه گوئرا و در تاریخ ۴ سپتامبر ۱۹۷۹ به دنیا آمده‌است.
جلادسون در تیم‌های فوتبال FC Tubarão-SC و اشتوتگارت سابقهٔ حضور دارد.